# ستار تريك: أجيال
ستار تريك: أجيال (بالإنجليزية: Star Trek Generations) هو فيلم خيال علمي أمريكي من إخراج ديفيد كارسون وبطولة باتريك ستيوارت، جوناثان فراكس، برنت سبانير، ليفار برتون ومايكل دورن. صدر الفيلم في 14 نوفمبر 1994.

## وصلات خارجية
- ستار تريك: أجيال على موقع IMDb (الإنجليزية)
- ستار تريك: أجيال على موقع ميتاكريتيك (الإنجليزية)
- ستار تريك: أجيال على موقع روتن توميتوز (الإنجليزية)
- ستار تريك: أجيال على موقع نتفليكس (الإنجليزية)
- ستار تريك: أجيال على موقع قاعدة بيانات الأفلام العربية
- ستار تريك: أجيال على موقع ألو سيني (الفرنسية)
- ستار تريك: أجيال على موقع Turner Classic Movies (الإنجليزية)
- ستار تريك: أجيال على موقع أول موفي (الإنجليزية)
- ستار تريك: أجيال على موقع بوكس أوفيس موجو (الإنجليزية)
- ستار تريك: أجيال على موقع فيلمافينيتي (الإسبانية)